# Поверхностный дренаж
Пове́рхностный дрена́ж — распространённый метод водоотведения на территориях с близким залеганием грунтовых вод, способных привести к переувлажнению территории, в местах, где необходим отвод дождевой, талой и другой избыточной (например, на автомойке) влаги.

## Назначение
Поверхностный дренаж является важнейшим условием для защиты фундамента сооружений, подвальных (подземных) и цокольных помещений, а также территории участка от избыточной влаги. Для устройства дренажа разрабатывается проект, определяющий место расположения дрен, глубину их залегания, конструкцию, уклоны, устройство откосов каналов, подбор комплектующих изделий и материалов, возможность сопряжения отдельных элементов дренажной системы. Наиболее эффективно сочетание поверхностного и глубинного дренажа.

## Типы и принципы поверхностного дренажа

### Точечный и линейный дренаж
Существует два основных принципа поверхностного дренажа: точечный и линейный. Точечный дренаж используется для сбора локальных источников воды, назначение линейного дренажа — организовать сбор лишней воды со значительной площади. Наиболее рациональным является сочетание двух этих систем. Это позволяет снизить протяжённость каналов ливневой канализации и уменьшить объём земляных работ.

### Точечный дренаж
Для локального сбора дождевых и талых вод применяется точечный дренаж. Точечные дренажные устройства устанавливаются под водостоками, в придверных приямках, под поливочными кранами и в других местах, где необходим локальный сбор воды. Кроме того, точечный водосбор может дополнить систему линейного дренажа в местах, где требуется быстрый и эффективный водоотвод с поверхности (въезды, площадки, дорожки перед домом, террасы).
Для организации точечного дренажа применяются такие устройства как: дождеприёмники, сливные водоотводы, трапы, ливневые заслонки.

### Линейный дренаж
Линейный дренаж представляет собой систему заглубленных каналов и пескоуловителей (емкостей, в которых задерживается вынесенный потоком воды песок и мелкий мусор). Сверху они закрываются съёмными защитно-декоративными решётками. Такие решётки препятствуют попаданию в систему мусора и листвы, обеспечивают безопасность перемещения пешеходов и транспорта. Дренажные каналы обычно изготавливаются из таких материалов как бетон, полимербетон, пластик (ПВХ, ПНД, полипропилен).
Устройство линейного дренажа требует предварительной подготовки поверхности. В соответствии с инструкциями ряда производителей, устройства точечного дренажа должны монтироваться на бетонное основание. При соблюдении технологии монтажа основная нагрузка должна приходиться на закрывающую решётку, которую выбирают в зависимости от класса нагрузки, требуемой пропускной способности и дизайна окружающего ландшафта. Кроме того, дополнительно могут быть подготовлены плоские уклоны с одной или обеих сторон от линии водостока. При правильном выполнении задачи снижается вероятность просадки грунта, сокращается протяжённость каналов ливневой канализации, увеличивается площадь водосбора, так как вода по плоским уклонам собирается в систему выстроенных в линию водосточных каналов. Через систему вертикальных и горизонтальных отводов линейная дренажная система, как правило, соединяется с ливневой канализацией.

### Биодренаж
Биодренажные канавы (Bioswales) представляют собой биологические системы очистки от наносов и загрязнений с использованием болотных растений.
В частности, биодренаж применяют возле автостоянок. Дождевая вода стекает в биодренажные канавы, фильтрующие стоки и отводящие их на уровень грунтовых вод без эрозии почвы. Среди камней сажают влаголюбивые растения, которые поглощают влагу и фильтруют загрязнённые воды.